# Am Neuen Wasserturm 3 (Mönchengladbach)

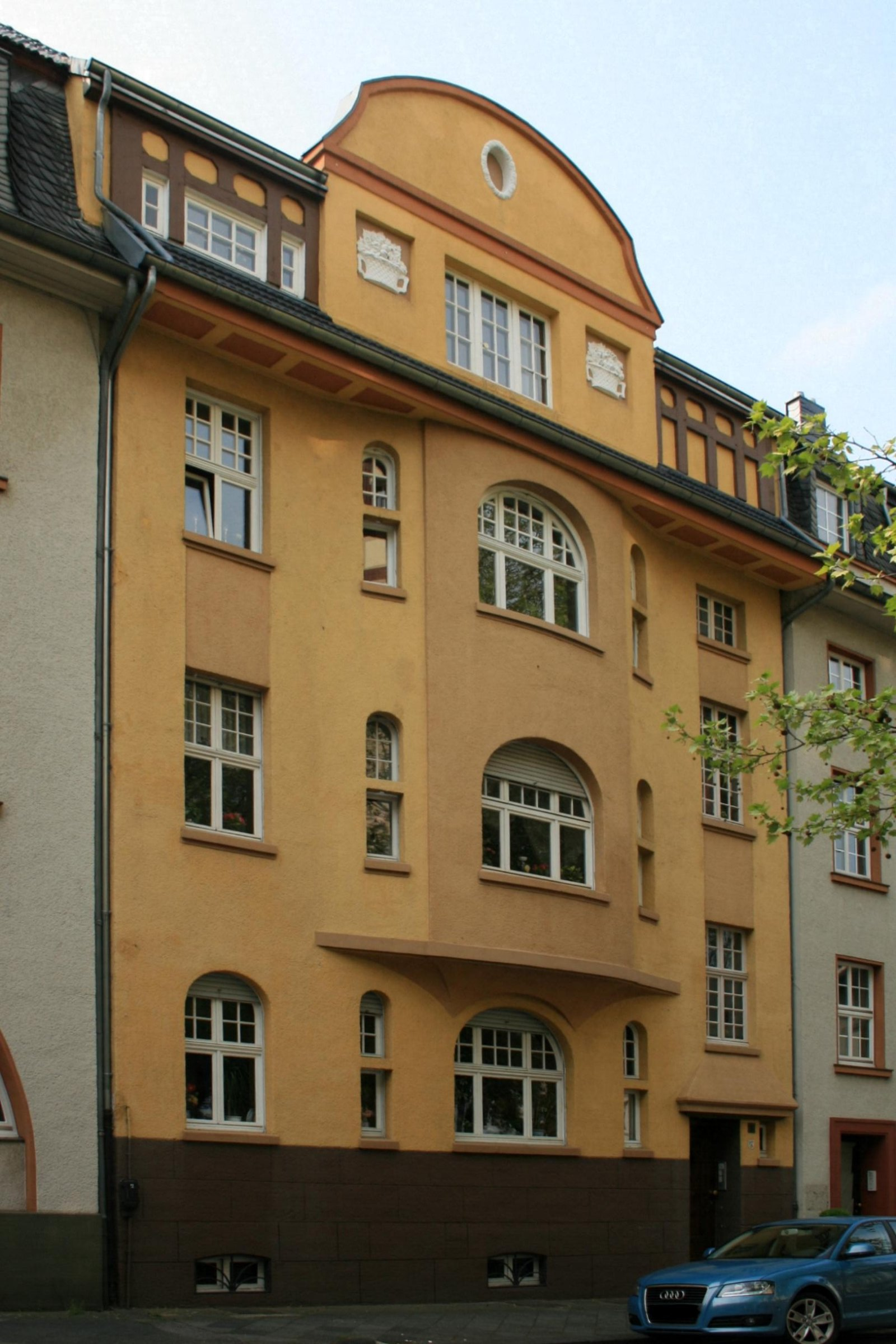
Wohnhaus Am Neuen Wasserturm 3 (2010)

Das Wohnhaus Am Neuen Wasserturm 3 steht in Mönchengladbach (Nordrhein-Westfalen). Es wurde im Jahr 1911 erbaut. Das Haus ist unter Nr. A 002 am 4. Dezember 1984 in die Denkmalliste der Stadt Mönchengladbach eingetragen worden.

## Architektur
Das dreigeschossige Mehrfamilienwohnhaus hat ein Krüppelwalmdach mit mittlerem Ziergiebel und ausgebautem Dachgeschoss. Das Sockelgeschoss weist eine Quaderimitation auf. In den Obergeschossen ist die glatte Fassade mit Edelkratzputz versehen. Sie wird durch eine mittlere kreissegmentförmige Erkeranordnung betont. Das Treppenhaus befindet sich an der rechten Seite und ist sowohl in der Fensterhöhe als auch durch die Hauseingangstür ablesbar. Im Erdgeschoss befindet sich in der Symmetrieachse ein Rundbogenfenster mit Doppelkreuzteilung und oberen Kreuzsprossen. Links und rechts davon befinden sich zwei schmale Rundbogenfenster sowie ein breiteres Einzelfenster links am Gebäuderand mit Rundbogen. In der Erkergliederung wiederholen sich die Rundbogenfenster mit Doppelkreuz im 1. und 2. Obergeschoss, gleichermaßen flankiert durch das links und rechts jeweils begleitende schmale Rundbogenfenster. Die linke Fassadenseite wird in Symmetrie zum Treppenhausfenster durch eine senkrecht gebündelte Fenstergruppe zweier Einzelfenster gestaltet. Das Hauptdachgesims hat eine vorgehängte Rinne sowie eine untere einfache Kassettenteilung. Der in der unteren Walmfläche angeordnete mittige Ziergiebel nimmt Bezug auf den darunter befindlichen Mittelerker und ist in eine Drei-Fenster-Teilung gegliedert. Links und rechts neben diesem Fenster sind florale Darstellungen mit einem Korb angeordnet. Der Ziergiebel ist links und rechts außerdem durch eine Fachwerkimitation flankiert. Die linke Fachwerkanordnung enthält eine Fenstergruppe.